# Kalle Koljonen
Kalle Koljonen (Helsinki, 26 de febrero de 1994) es un deportista finlandés que compite en bádminton. Ganó una medalla de bronce en el Campeonato Europeo de Bádminton de 2021, en la prueba individual.

## Palmarés internacional
| Campeonato Europeo | Campeonato Europeo | Campeonato Europeo | Campeonato Europeo |
| Año                | Lugar              | Medalla            | Prueba             |
| ------------------ | ------------------ | ------------------ | ------------------ |
| 2021               | Kiev (Ucrania)     | Medalla de bronce  | Individual         |